# Berhida
Berhida  este un oraș în districtul Várpalota, județul Veszprém, Ungaria, având o populație de 5.956 de locuitori (2011). 

## Demografie
Componența etnică a orașului Berhida
     Maghiari (86,9%)
     Romi (10,12%)
     Germani (2,4%)
     Necunoscut (0,35%)
     Români (0,23%)
     Alții (0,35%)
Componența confesională a orașului Berhida
     Romano-catolici (42,08%)
     Fără religie (18,67%)
     Reformați (7,87%)
     Necunoscută (29,6%)
     Alte religii (3,86%)
Conform recensământului din 2011, orașul Berhida avea 5.956 de locuitori. Din punct de vedere etnic, majoritatea locuitorilor (86,9%) erau maghiari, existând și minorități de romi (10,12%) și germani (2,4%). Apartenența etnică nu este cunoscută în cazul a 0,35% din locuitori. Nu există o religie majoritară, locuitorii fiind romano-catolici (42,08%), persoane fără religie (18,67%) și reformați (7,87%). Pentru 29,6% din locuitori nu este cunoscută apartenența confesională.